# Срібнокільська вулиця (Київ)
Срібнокі́льська ву́лиця — вулиця в Дарницькому районі міста Києва, житловий масив Позняки. Пролягає біля вулиці Княжий Затон (двічі, утворюючи півколо).

## Історія
Вулиця запроєктована під назвою Житлова № 2. Сучасна назва і початок забудови — з 1993 року. Назва походить від історичної місцевості Срібний Кіл.

## Визначні будівлі
- № 1 — 128-метровий житловий хмарочос, збудований у 2006—2008 роках. 8-мий за висотою будинок Києва станом на 2023 рік[2].
- № 9 — Римо-католицька церква Успіння Пресвятої Діви Марії

## Персоналії
8 грудня 2001 року на Срібнокільській вулиці вбили одного з провідних бандитських «авторитетів» Києва 1990-х років — Ігоря Ткаченка на прізвисько «Череп»
У 1990-х роках Михайло Поплавський мешкав по вул. Срібнокільська, 4. Після пограбування переїхав в центр міста Києва. 